# Xã Gully, Quận Polk, Minnesota
Xã Gully (tiếng Anh: Gully Township) là một xã thuộc quận Polk, tiểu bang Minnesota, Hoa Kỳ. Năm 2010, dân số của xã này là 136 người.